# Български футболен съюз
 Тази статия е за футболния съюз.  За фармацевтичния съюз вижте Български фармацевтичен съюз.  
Българският футболен съюз (БФС) е сдружение на футболните клубове в България.
Основан е в София на 27 юни 1985 г. В него членуват 44 професионални и 490 аматьорски клуба. Седалището му е в София. Правоприемник е на Българската федерация по футбол (1962 – 1985). Президент на БФС е Георги Иванов, избран на извънреден конгрес на БФС на 15 март 2024 г.
Съюзът е масова самодейна обществена организация, която ръководи развитието на футбола в страната и носи непосредствена отговорност за дейността на футболните клубове. Главната цел на БФС е да работи за масовото и системно практикуване на футболната игра от младежи/девойки и възрастни, да издига равнището на българския футбол до най-добрите световни постижения и да възпитава у футболистите моралните добродетели.
Футболният съюз е член на ФИФА от 1923 г. и на УЕФА от 1954 г. Към 17 март 2024 г. заема 26-то място в класирането на УЕФА от 55 футболни асоциации. 

## История
През 1894 г. работещият във Варна швейцарски учител Жорж де Режибюс донася първата футболна топка.
През 1909 г. в София е основан „Футбол клуб“ – първият футболен клуб в страната. Уставът му е утвърден през 1913 г. и той се преименува на ФК’13.
През 1912 година в Пловдив е основан първият професионален футболен клуб – „Ботев“.
На 16-17 декември 1923 г. е създадена Българската национална спортна федерация (БНСФ), чиято цел е участие на български спортисти в VIII летни олимпийски игри през 1924 г.
През 1924 г. е създаден първият национален отбор по футбол на България с треньор австриеца Леополд Нич. Дебютира на 21 май 1924 г. на стадион „Симерингер Шпортплатц“ във Виена срещу Австрия. На 28 май 1924 г. на стадион „Коломб“ в Париж отборът дебютира на олимпийското футболно първенство срещу Ирландия.
През 1925 г. националният отбор отбелязва първия си гол, през 1927 г. постига първия равен мач – срещу Турция, а на 12 октомври 1930 г. постига първата си победа – срещу Румъния.
През 1932 г. България печели турнира за Балканска национална купа след 3 победи над Румъния, Югославия и Гърция.
За първи път националният отбор дебютира в световните квалификации през 1934 г., но несупешно.
Футболният отдел на БНСФ организира първия шампионат на България през 1924 г., който обаче не завършва.
През 1925 г. е излъчен първият държавен шампион – „Владислав“ (Варна).
През 1944 г. се създава Централен футболен комитет, който става през 1948 г. Републиканска секция по футбол, а тя през 1962 г. се преобразува в Българска федерация по футбол.
На 27 юни 1985 г. в София се основава Българският футболен съюз.

## Успехи

### Олимпийски игри
- 1956 година – бронзов медалист
- 1968 година – сребърен медалист (вицешампион)

### Световни първенства
- 7 участия във финали на първенства – 1962, 1966, 1970, 1974, 1986, 1994 и 1998 г.
- Отборът на България заема 4-то място на първенството в САЩ през 1994 г.

### Европейски първенства
- 1996 година – първо участие във финали
- 2004 година – второ участие във финали

## Ръководство
На 15 март 2024 г. в София се провежда извънреден конгрес на БФС за избор на ново ръководство. Регистрирани са 469 делегати, които гласуват в 4 избирателни секции за регионите София, Пловдив, Варна и Велико Търново. Те дават своите гласове за следните кандидати за президент на БФС: 
- Георги Иванов – 235
- Димитър Бербатов – 181
- Михаил Касабов – 35
- Георги Градев – 6
- Георги Захариев – 6
- Петьо Костадинов – 4
- Манол Иванов – 1

Броят на действителните гласове е 466, а 3 са недействителни. Условието за избор е събиране на минимум 50 % от действителните гласове + 1 глас, което означава 234 гласа. За президент на БФС е избран Георги Иванов.

### Изпълком на БФС
Конгресът на 15 март 2024 г. избира следния Изпълнителен комитет на БФС: 
| Име и фамилия      | Изборна длъжност в БФС | Изборни гласове | Бележки                                                                               |
| ------------------ | ---------------------- | --------------- | ------------------------------------------------------------------------------------- |
| Георги Иванов      | президент на БФС       | по право        | технически директор в предходния ИК на БФС                                            |
| Атанас Фурнаджиев  | вицепрезидент на БФС   | 245             | член на предходния ИК на БФС, председател на федерацията по биатлон, бизнесмен        |
| Атанас Караиванов  | вицепрезидент на БФС   | 238             | председател на Професионалната футболна лига, бивш журналист                          |
| проф. Николай Изов | вицепрезидент на БФС   | 251             | бивш ректор на НСА                                                                    |
| Николай Лазаров    | член на ИК на БФС      | 259             | юрист                                                                                 |
| Даниел Панов       | член на ИК на БФС      | 241             | член на предходния ИК на БФС, кмет на В. Търново, председател на НСОБ                 |
| Михаил Статев      | член на ИК на БФС      | 241             | член на предходния ИК на БФС, юрист във финансовия сектор                             |
| Николай Андреев    | член на ИК на БФС      | 241             | главен изпълнителен директор на Виваком                                               |
| Любомир Пейновски  | член на ИК на БФС      | 240             | финансист, член на УС на КРИБ и УС на БСК                                             |
| Мила Христова      | член на ИК на БФС      | 239             | заместник-председател на профсъюза на играчите в България                             |
| Румен Вълков       | член на ИК на БФС      | 235             | председател на Аматьорската футболна лига, член на предходния ИК на БФС               |
| Калин Каменов      | член на ИК на БФС      | 225             | кмет на Враца, бивш заместник-министър на спорта                                      |
| Пламен Манолов     | член на ИК на БФС      | 219             | член на предходния ИК на БФС, бивш изпълнителен директор на Националната спортна база |
| Теодор Тодоров     | член на ИК на БФС      | 217             | юрист, бивш волейболист                                                               |
| Димитър Георгиев   | член на ИК на БФС      | 202             | член на предходния ИК на БФС, бивш футболист и депутат от БСП                         |

### Ръководители на БФФ и БФС
| Ръководител                | Мандат      |
| -------------------------- | ----------- |
| Павел Грозданов            | 1923 – 1933 |
| Цветан Генов               | 1933 – 1934 |
| Иван Батанджиев            | 1934 – 1939 |
| Любомир Сокеров            | 1940 – 1942 |
| Дочо Христов               | 1942 – 1944 |
| Георги Стоянов             | 1946 – 1948 |
| Исак Каталан               | 1948 – 1948 |
| Иван Николов               | 1948 – 1949 |
| Младен Николов             | 1949 – 1951 |
| Петър Коларов              | 1951 – 1952 |
| Стефан Петров              | 1952 – 1959 |
| Лъчезар Аврамов            | 1959 – 1961 |
| Кирил Несторов             | 1961 – 1962 |
| Недялко Донски             | 1962 – 1970 |
| Данаил Николов             | 1970 – 1975 |
| Иван Николов               | 1975 – 1979 |
| Крум Василчев              | 1979 – 1982 |
| Димитър Николов            | 1982 – 1984 |
| Иван Шпатов                | 1984 – 1986 |
| Андон Трайков              | 1986 – 1990 |
| Славчо Тепавичаров         | 1990 – 1991 |
| Димитър Ларгов             | 1991 – 1993 |
| Валентин Михов             | 1993 – 1994 |
| Христо Данов               | 1994 – 1995 |
| Иван Славков               | 1995 – 2005 |
| Борислав Михайлов          | 2005 – 2019 |
| Михаил Касабов (временно)  | 2019 – 2021 |
| Борислав Михайлов          | 2021 – 2023 |
| Михаил Касабов (временно)  | 2023 – 2024 |
| Емил Костадинов (временно) | 2024        |
| Георги Иванов              | 2024 –      |